# Sito archeologico di Acusa
Il sito archeologico di Acusa si trova nell'area nord-est della Conca di Tejeda, nel comune di Artenara ed costituito da un nucleo di antichi canarii tra i più importanti con evidenze mobili e immobili, come le grotte abitazione, granai, enclavi sepolcrali e altro, in un grado disuguale di conservazione. Il sito è stato dichiarato bene di interesse nazionale nel 2010
La maggior parte dei resti archeologici si trova nella fortezza naturale di Acusa, che è un altopiano con pareti verticali. È delimitato dai burroni di Tejeda e El Merino. Entrambi si uniscono per convergere nel Barranco Grande. Questo fatto gli conferisce una posizione strategica per il grande dominio visivo di quasi tutto il bacino di Tejeda e perché è un passaggio naturale verso la costa attraverso il suddetto burrone. 
La Vega, sebbene fosse una parte importante e vitale per gli antichi coloni, oggi non conserva siti archeologici di rilievo.

## Giacimenti principali

### Corrales di Acusa
È composto da 9 grotte distribuite su due livelli, poste sotto un'ampia sovrapposizione naturale ad est dell'altopiano. La maggior parte di esse sono artificiali. Al primo livello sono visibili i resti di mura più recenti, per l'allevamento del bestiame, in quelle che probabilmente erano delle grotte abitative. Dell'intero gruppo, emergono due grotte con manifestazioni rupestri costituite da graffiti. I colori bianco e rosso sono preponderanti nella decorazione delle suddette grotte.

### Acusa Seca

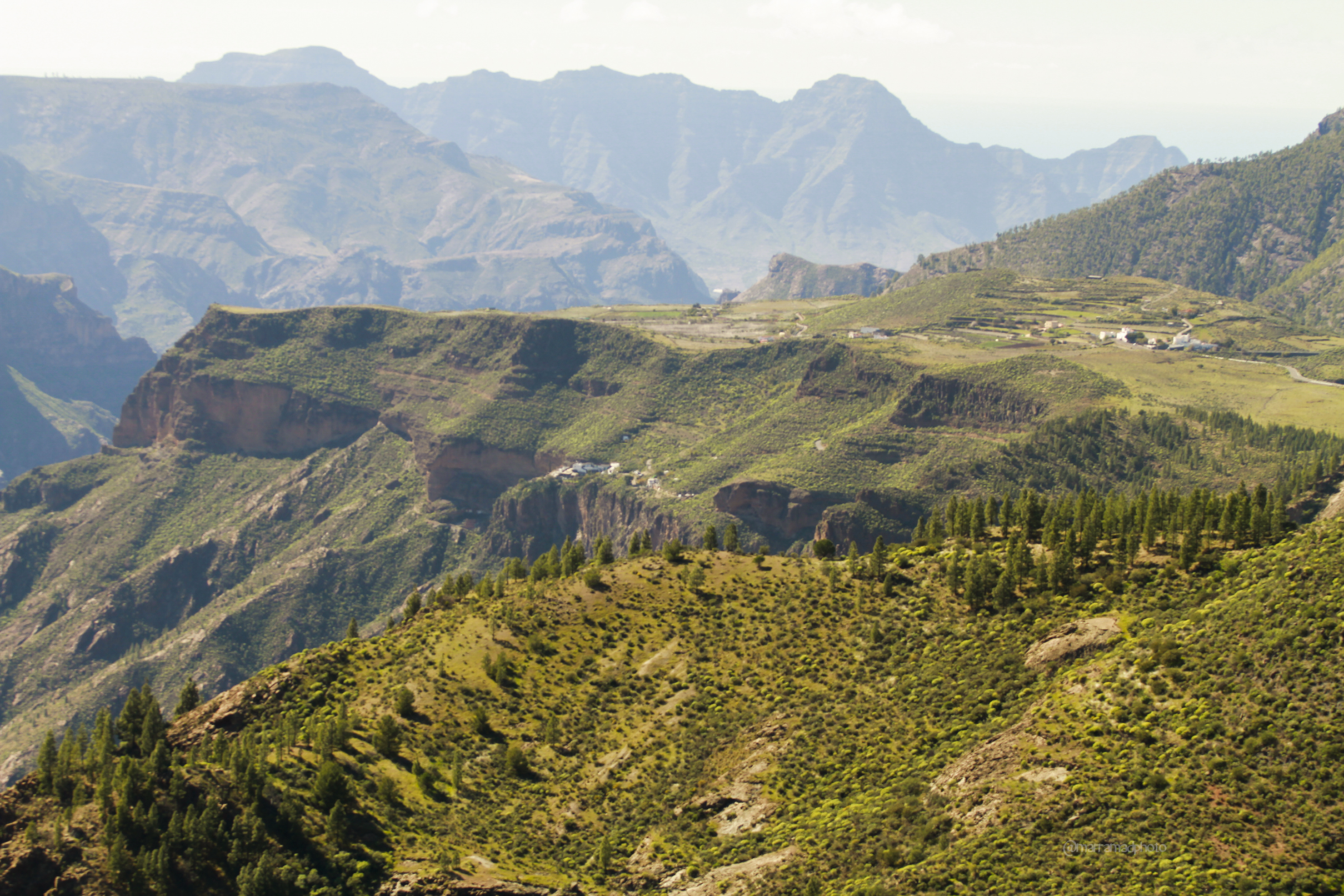

Lasciando I corrales, e proseguendo verso sud, si trova l'insediamento troglodita di Acusa Seca, scavato alla base di un cornicione naturale. È composto da circa 40 grotte, la maggior parte delle quali adibite ad abitazione, molto vicine ad un fienile fortificato. A parte le ragioni geologiche, l'aver scelto questo luogo come un grande insediamento, era motivato dall'essere l'unico luogo che aveva sorgenti d'acqua permanenti. Tra tutte le grotte di Acusa Seca, da segnalare la Grotta-eremo, facilmente distinguibile dal resto perché presenta un foro sopra la porta come lucernario, dove, secondo la tradizione, era stata installata una campana. È probabile che questo eremo-grotta abbia avuto la sua origine nell'ingresso dei francescani che, a metà del XIV secolo, si stabilirono a La Aldea. A quanto pare, fu prima dedicato a San Giovanni e poi alla Vergine della Candelaria fino al 1675, anno in cui si decise di costruire un nuovo eremo. 

### El Álamo
Partendo da Acusa Seca, e dirigendosi verso ovest, si trova il villaggio di El Álamo, tra Cruz de El Álamo e La Candelaria. È costituito dall'imponente granaio, alla base del quale si trovano 3 grotte naturali (una delle quali con fondo dipinto a olio rosso su malta bianca) e, più a sud-ovest, un nucleo formato da 14 grotte naturali (una di queste è una grotta-camera con resti rosso sangue). 
Si compone di 2 livelli. Al primo si accede attraverso un foro scavato che poteva essere chiuso dall'interno. Sul terreno sono presenti 4 grandi silos circolari scavati nel tufo. Nella parte inferiore del lembo c'è uno stretto varco aperto sul vuoto attraverso il quale, sembra, si accedesse al secondo livello. Per salire in cima era necessaria l'attrezzatura da arrampicata. Sopra si trovano 17 silos rettangolari. 

### La Candelaria
È formato da 22 grotte artificiali distribuite su 4 livelli. Tra queste ne emergono 2 per il loro contenuto di iscrizioni rupestri rilevanti.
La grotta dipinta n.º 7 è localizzata nella base della parte centrale del villaggio, ha pianta cruciforme, nella quale si apprezzano i due soggiorni artificiali dipinti di rosso. Al fondo della grotta esiste un soppalco.
La cosiddetta Cueva de Las Estrellas (Grotta delle stelle) come è stata chiamata dal Gruppo Universitario della Montagna, si trova nel mezzo del granaio de La Candelaria. Si tratta di una grotta artificiale con una camera scavata nella parte inferiore della parete sinistra. Le pareti sono punteggiate di bianco su fondo volutamente annerito. È l'unica grotta dipinta nel fienile. Sul terreno compaiono diverse ciotole scavate nella roccia. Sembra di trovarsi davanti ad un fienile che, allo stesso tempo, aveva a che fare con riti legati all'agricoltura, visto che è stato trovato un foro tappato con una pietra porosa all'interno del quale sono stati rinvenuti diversi aculei e semi d'orzo. Data questa ipotesi, l'archeologo Julio Cuenca suggerisce che i segni bianchi che decorano il suo interno avrebbero a che fare più con i semi che con le stelle. 
Il granaio della Candelaria, oggi inaccesible, è formato da 7 grotte nel cui interno vennero scavati uno o diversi silos. Da notare che in una di queste grotte è stato ritrovato un sigillo pittorico triangolare che si trova nel Museo delle Canarie. Come già detto, la grotta più importante di questo fienile è la Cueva de Las Estrellas. 

### El Hornillo
È situato tra La Croce dell'Angolo e Fortamaga. Si trova distribuito su 4 livelli, i tre superiori attualmente senza accesso. La maggioranza delle grotte è concentrata nel primo livello: 29 grotte, delle quali 18 erano alloggi. Sono state utilizzate fino a non molto tempo addietro e, insieme ad Acusa Sica, erano tra i villaggi più abitati. Francisco Suárez, di Acusa Verde, tornò da Cuba alla fine del XIX secolo e investì i suoi risparmi nel podere della Vica, dove piantò canna di zucchero. Installò un alambicco per produrre rum e zucchero che poi vendeva ad Agaete. Oggi sono conservate le pozze dove si faceva lo zucchero e il rum. 
Al secondo livello si trova uno dei complessi più importanti, costituito da due ambienti principali comunicanti tra loro. Uno di essi ha una pianta complessa formata da un vano centrale dal quale si aprono 4 ambienti con andamento quadrangolare, con sistemi di chiusura agli ingressi. Tre di queste stanze hanno, all'ingresso, una fascia di olio d'oliva rosso come cornice, nonché un basamento dello stesso colore che percorre le suddette stanze. Potrebbe essere stato un fienile.
Sullo stesso livello si trova un'altra importante grotta che fa parte di un fienile interessato da una grossa frana. Sul soffitto è presente una complessa composizione pittorica realizzata con pigmento bianco sullo sfondo nero fumé del soffitto. È composto da una serie di disegni geometrici: triangoli, rettangoli e cerchi con punti al centro. 

### Fortamaga
Nel sud-ovest della Mesa de Acusa si trova questo insediamento formato da 9 grotte, di cui 6 sembrano case. Non è stato possibile esplorarle perché sono chiuse. Sono identificate per avere le porte in legno dipinte di verde. 
Data la mancanza di bibliografia, per effettuare questo tour dei paesi de La Mesa de Acusa, sono stati utilizzati gli studi effettuati dall'archeologo Don Julio Cuenca, vero conoscitore della zona per il lavoro che ha svolto, per molti anni, nell'archeologia di Artenara, tra l'altro.
Da notare che una parte importante delle mummie che si trovano attualmente nel Museo delle Canarie è stata prelevata da Acusa, il che dimostra l'importanza di questo insediamento.